# Xenoplatyura nicolae
Xenoplatyura nicolae är en tvåvingeart som beskrevs av Loïc Matile 1998. Xenoplatyura nicolae ingår i släktet Xenoplatyura och familjen platthornsmyggor. Inga underarter finns listade i Catalogue of Life.